# APG
APG je akronim za engl. Angiosperm Phylogeny Group - a označava Grupu istraživača filogeneze kritosjemenjača kako se nazvala grupa autora (znanstvenika botaničara) koji su 1998., 2003. i 2009. sintetizirali i obradili sve dotadašnje spoznaje iz područja filogeneze kritosjemenjača i objavili ih u obliku zasebne sheme. Ona je rezultat mnogobrojnih morfoloških ali i molekularnih istraživanja sistematike, i do sad je najpribližnija idealnoj sistematici utemeljenoj na filogenezi. Prihvaćenost ove sistematike dokazuje se već provedenim usklađivanjem velikih herbarijskih kolekcija s njom.
Sistematika APGa ne sadrži sve standardne kategorije, skupine se zadržavaju na razini redova i porodica. Sistematika ne obuhvaća više skupine, ali uvodi neformalne skupine koje okupljaju pojedine redove. Nazivi tih skupina su obično samo informativni i izvedeni iz dosadašnjih naziva podrazreda.
Prema mišljenju APG kritosjemenjače su monofilijsku skupinu u čijoj se osnovi (korijenu filogenetskog stabla) nalaze uglavnom tropske porodice. Preostale skupine su stare grupe s primitivnim osobinama kao i naprednije jedno i dvosupnice.